# Jacob Grimm
Jacob Grimm (Hanau, 4. siječnja 1785. – Berlin, 20. rujna 1863.) bio je njemački filolog i književnik.
Studirao je pravo, a radio kao privatni knjižničar. U Göttingenu je s bratom Wilhelmom držao predavanja iz njemačke pravne povijesti. Posebnu ljubav pokazao je prema folklornoj tradiciji. Njegove povijesne studije obuhvaćaju područje germanske etnografije, kulture u vezi s razvojem i uporabom jezika. Utemeljitelj je germanske filologije.